# Maglehøj (Frederiksværk)

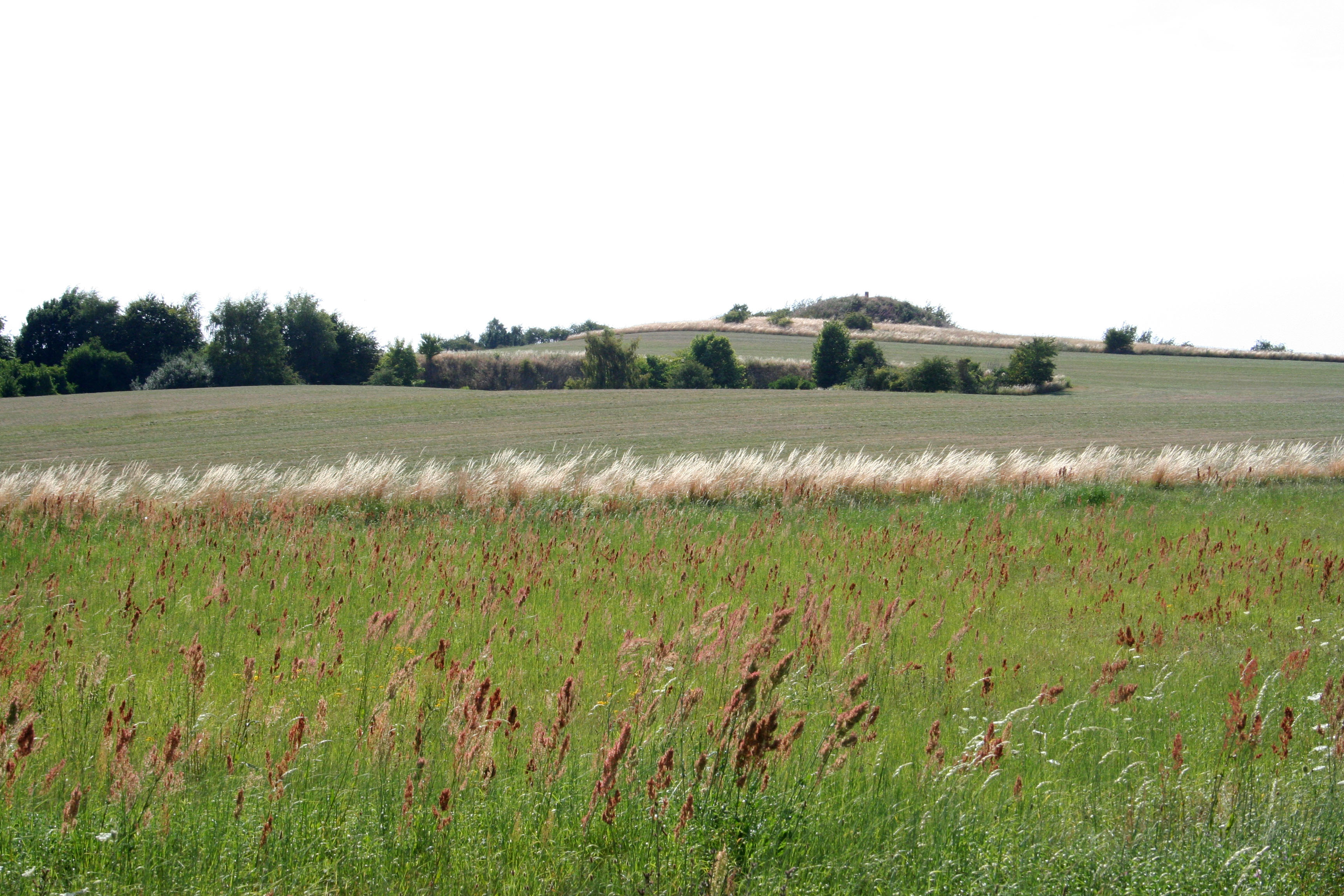
Der Maglehøj

Der Maglehøj von Frederiksværk ist ein etwa 5,5 m hoher Grabhügel von etwa 35,0 m Durchmesser. Er liegt südöstlich von Frederiksværk auf der dänischen Insel Seeland, auf einer Moräne der letzten Eiszeit, die durch die Erosion und Kiesabgrabungen umgeformt wurde. 

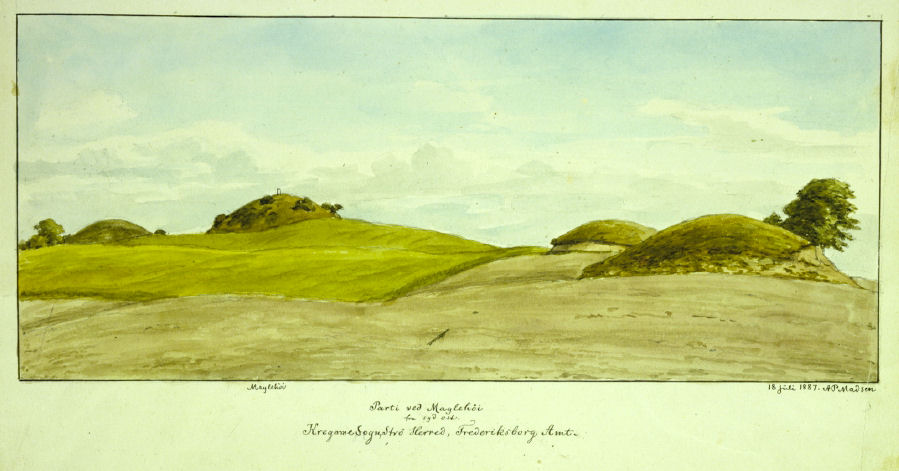
Maglehøj von A. P. Madsen

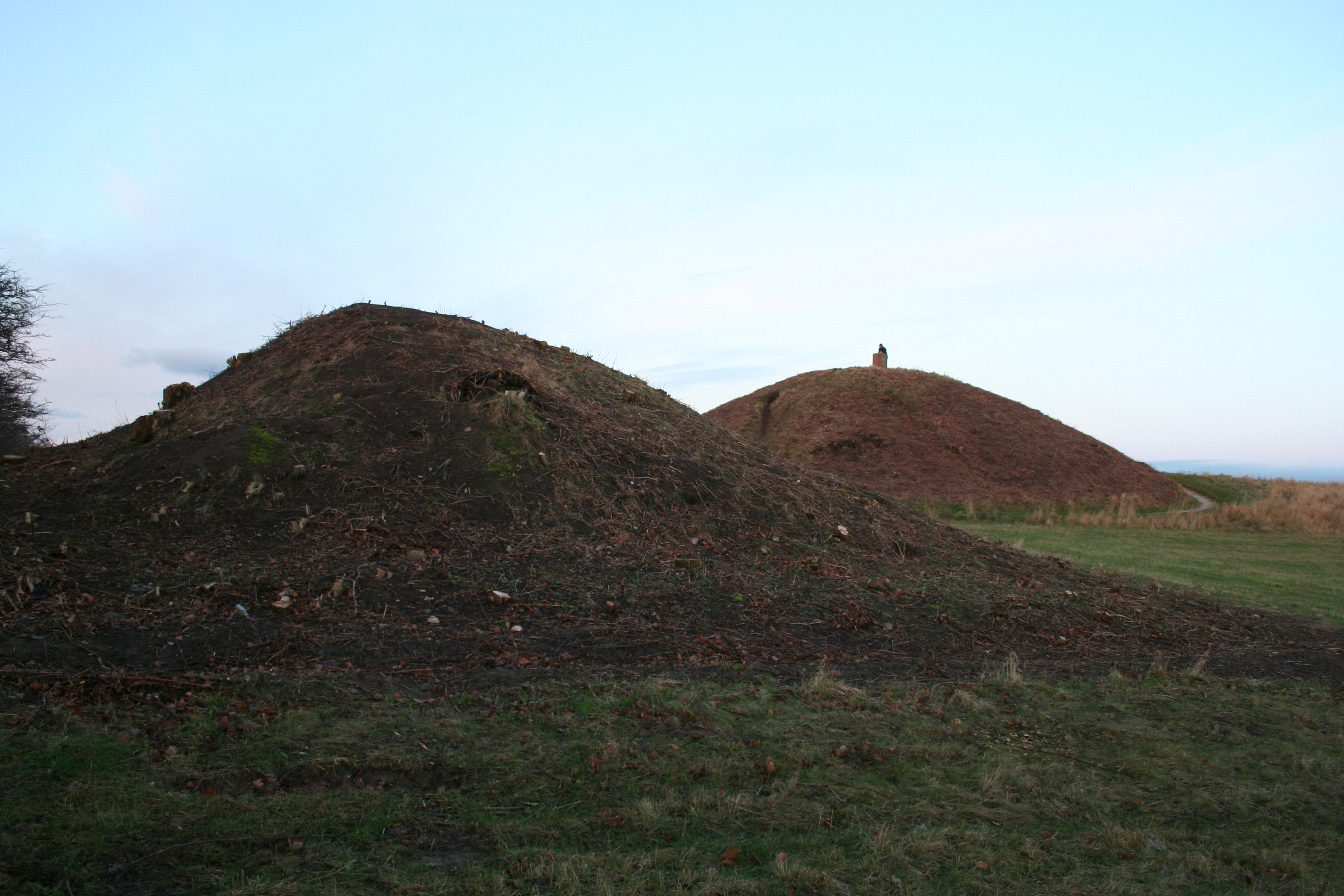
Der Lille Maglehøj im Vordergrund

Der Hügelkuppe liegt etwa 70,0 m über dem Meeresspiegel. Der Grabhügel besteht aus Rasenplaggen. Der Grabhügel entstand in der Bronzezeit etwa zwischen 1800 und 500 v. Chr.
Der Grabhügel ist kuppelförmig mit einem schmalen Fußweg und zwei Fahrspuren, die zum höchsten Punkt führen. In den 1980er Jahren und 2009 wurde der Hügel von Bäumen und Sträuchern befreit. Auf der Spitze steht ein etwa 1,5 m hoher Stein mit einer Bronzeplatte an der Seite. Wenige Meter südwestlich vom Maglehøj liegt der 3,5 m hohe Lille Maglehøj. Er hat etwa 20,0 m Durchmesser.
Auf Seeland existieren eine Anzahl Hügel- oder Ganggräber des Namens Maglehøj (z. B. in Brederød, in Store Heddinge, in Øster Egesborg, südlich von Rågeleje, in Svallerup und im Odsherred).